# Colecta (limosna)

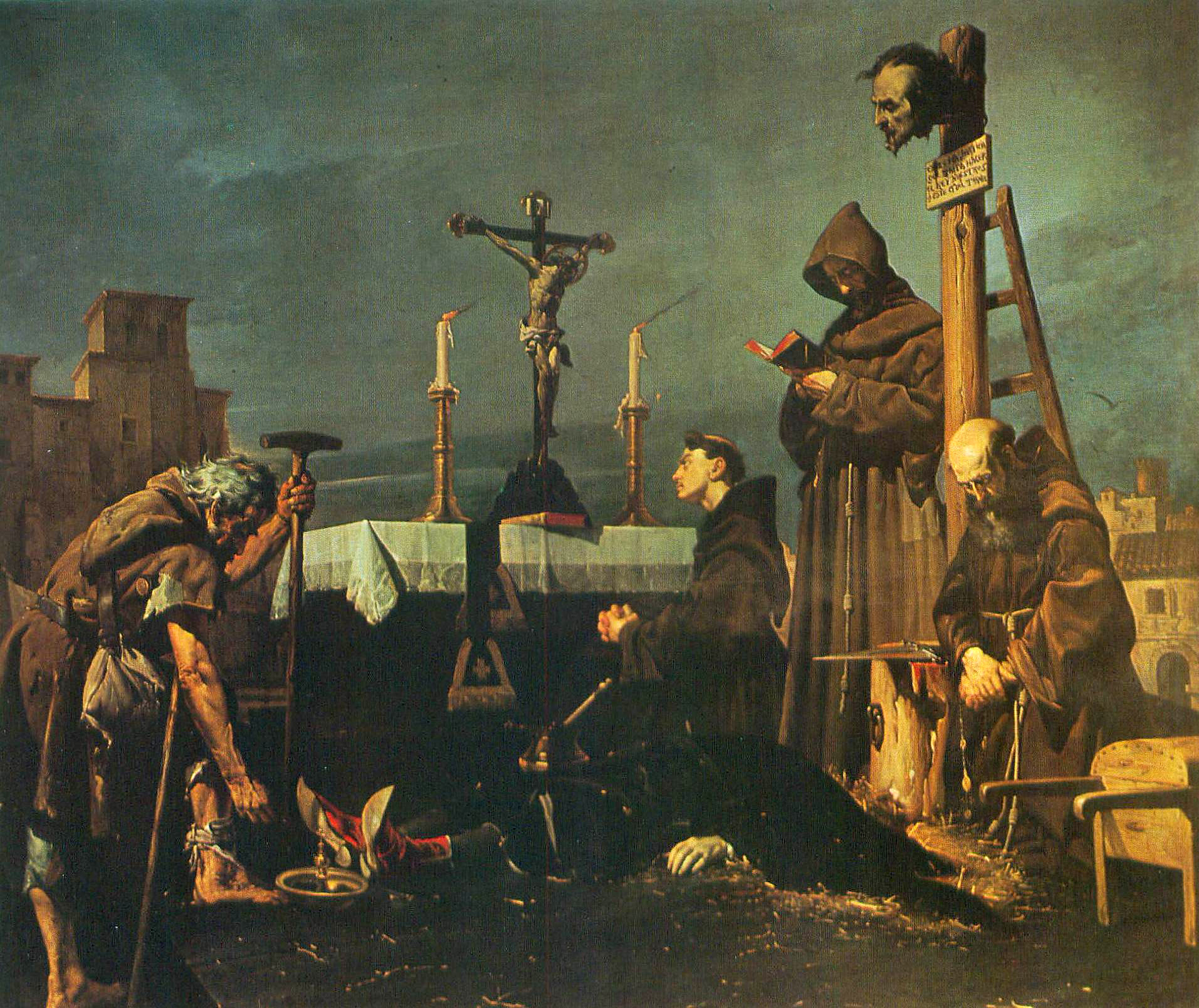
Colecta para sepultar el cadáver de Álvaro de Luna, de José María Rodríguez de Losada. 1866. (Palacio del Senado, Madrid).

Una colecta es la recaudación de las limosnas que los fieles hacían en los primitivos tiempos de la Iglesia para socorrer al clero o a los pobres, según se comprueba por el capítulo 16 de la Primera epístola de San Pablo a los Corintios en aquel pasaje: 
De Collectis quae fiunt in sanctos, sicut ordinavi Ecclesiis Galatiae, ita et vos facite, ut non, cun venero, tunc Collecte fiant.
En los hechos y epístolas de los Apóstoles se hace mención de las cuestaciones o colectas que se hacían en la primitiva Iglesia para socorrer a los pobres de otra ciudad o provincia. Los Pontífices han recogido también con este nombre en varias partes de la cristiandad, limosnas para sus necesidades y las de la Iglesia. Según Bastus en su Diccionario histórico enciclopédico, se llamaban colectas en los primeros siglos los impuestos que los soberanos exigían de sus pueblos para obras pías.